# Clue Club
Clue Club (littéralement « Le Club des indices »), est une série télévisée d'animation américaine en seize épisodes de 25 minutes produite par Hanna-Barbera et diffusée du 14 août 1976 au 3 septembre 1977 sur le réseau CBS.
En France, la série a été diffusée pour la première fois le 3 juillet 1978 sur TF1 dans l'émission Acilion et sa bande. Elle a été rediffusée le 2 juillet 1981 sur TF1 dans Croque Vacances.

## Origine et Production
Au vu du succès du dessin animé Scoubidou (rebaptisé en France Scooby-Doo en 2004) produit par Hanna-Barbera à partir de 1969, Hanna-Barbera réalise en 1979 une autre série animée, Clue Club, qui se voulait une version un peu plus moderne que Scoubidou (avec, pour la première fois dans un dessin animé de Hanna-Barbera, la présence d'un ordinateur). Diffusé alors que de nouveaux épisodes de Scoubidou continuaient à être produits et diffusés à la télévision, Clue Club ne rencontrera pas le succès escompté.

## Synopsis
Larry, 19 ans, Pierrette, 18 ans, D.D., 16 ans et Danny, 13 ans, dirigent une agence de détectives. Ils élucident les mystères avec l’aide de leurs deux chiens parlants, D.D. et Pataud, qui se parlent entre eux mais demeurent inaudibles aux humains. Le shérif de la ville  demande souvent assistance aux jeunes gens…

## Fiche technique
- Titre original et français : Clue Club
- Réalisateur : Charles A. Nichols
- Scénaristes : Herb Armstrong, Haskell Barkin, Dick Conway, Jack Fox[réf. nécessaire], Gordon Glasco, Duane Poole, Dick Robbins, James Scmerer, Lee Sheldon
- Production : Joseph Barbera, William Hanna, Alex levy
- Sociétés de production : Hanna-Barbera Productions
- Musique : Hoyt S. Curtin
- Pays d'origine :  États-Unis
- Langue : anglais
- Nombre d'épisodes : 16 (1 saison)
- Durée : 25 minutes
- Dates de première diffusion : 
  - États-Unis : 14 août 1976
  - France : 3 juillet 1978

## Distribution

### Voix françaises
- Marie-Françoise Sillière : Danny
- Sylviane Margollé : Pierrette
- Francis Lax : D.D., Pataud
- Gérard Hernandez : Whimper
- Jacques Torrens : Sheriff Bagley, voix additionnelles

### Voix originales
- Tara Talboy : Dotty (Danny en VF)
- Patricia Stitch : Pepper (Pierrette en VF); D.D.
- Bob Hastings : Pepper (Pierrette en VF); D.D.
- David Jolliffe : Larry
- Paul Winchell : Woofer (Pataud en VF) ; Wimper
- Jim MacGeorge : Woofer (Pataud en VF) ; Wimper
- John Stephenson : Sheriff Bagley

## Épisodes
1. Le Chantage (The Paper Shaper Caper)
2. Le Voleur de diamants (The Case of the Lighthouse Mouse)
3. L'Amplificateur (The Real Gone Gondola)
4. Qui a volé le tableau ? (Who's to Blame for the Empty Frame)
5. La Créature de la mer (The Wild Seaweed Smuggling Caper)
6. Le Cambrioleur fantôme (The Green Thumb Caper)
7. Mystère à l'aéroport (The Disappearing Airport Caper)
8. La Formule secrète (The Walking House Caper)
9. L’Énergie solaire (The Solar Energy Caper)
10. Disparition (The Vanishing Train Caper)
11. La Statue (The Dissolving Statue Caper)
12. Le Cochon (The Missing Pig Caper)
13. Un de nos éléphants a disparu (One of our Elephants is Missing)
14. La Couronne (The Amazing Heist)
15. Le Cirque (The Circus Caper)
16. Le Monstre préhistorique (The Prehistoric Monster Caper)

## DVD
L'intégrale de la série est sortie aux États-Unis chez l'éditeur Warner Archive dans la collection Hanna-Barbera Classic Collection le 11 août 2015. Les seize épisodes sont présentés sur deux disques en version anglaise mono uniquement. Pas de suppléments, ni de sous-titres présents dans le coffret. (ASIN B0137I9HLE).